# Vysílač Buková hora

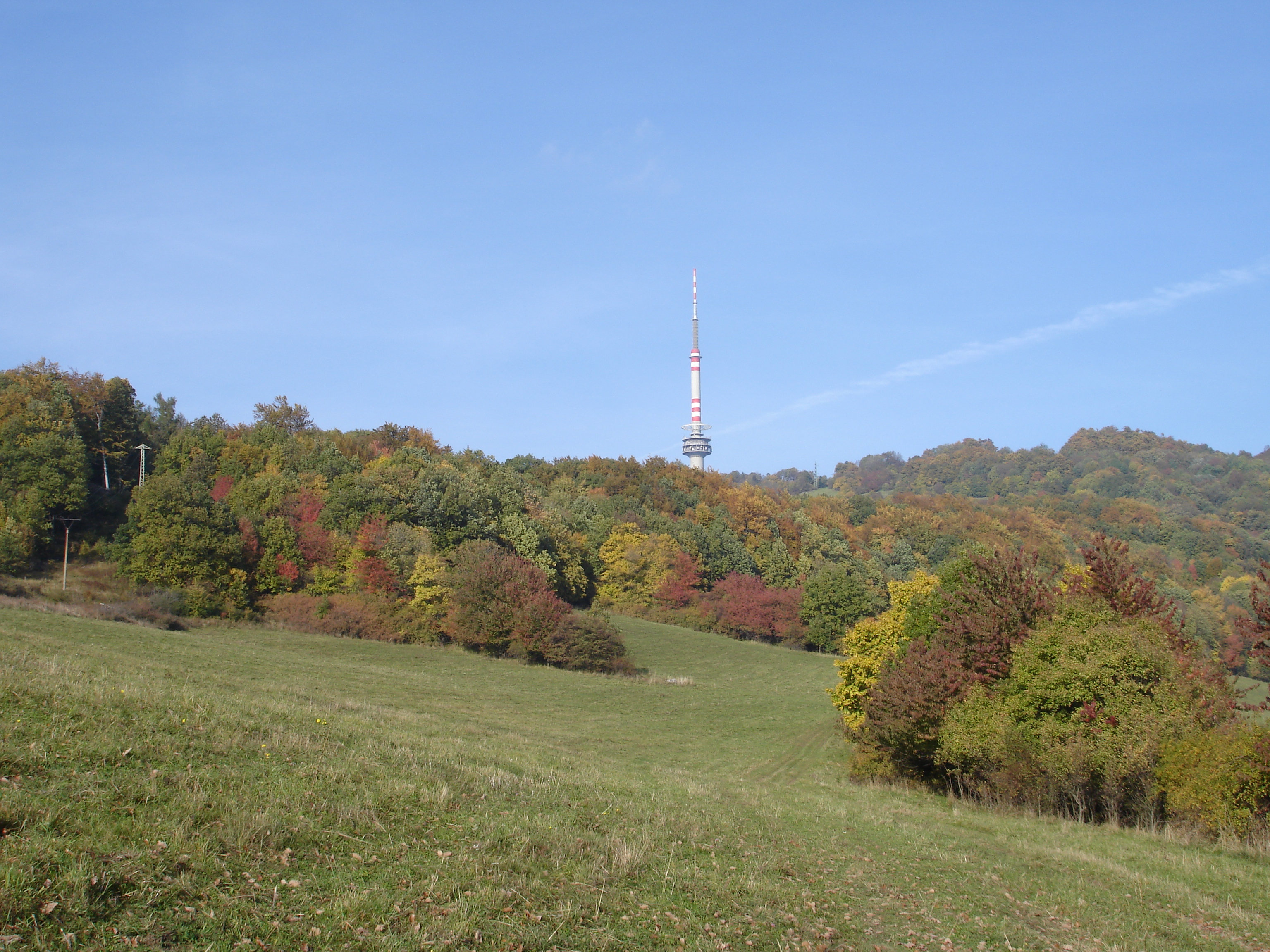
Pohled od jihu na Bukovou horu s vysílačem

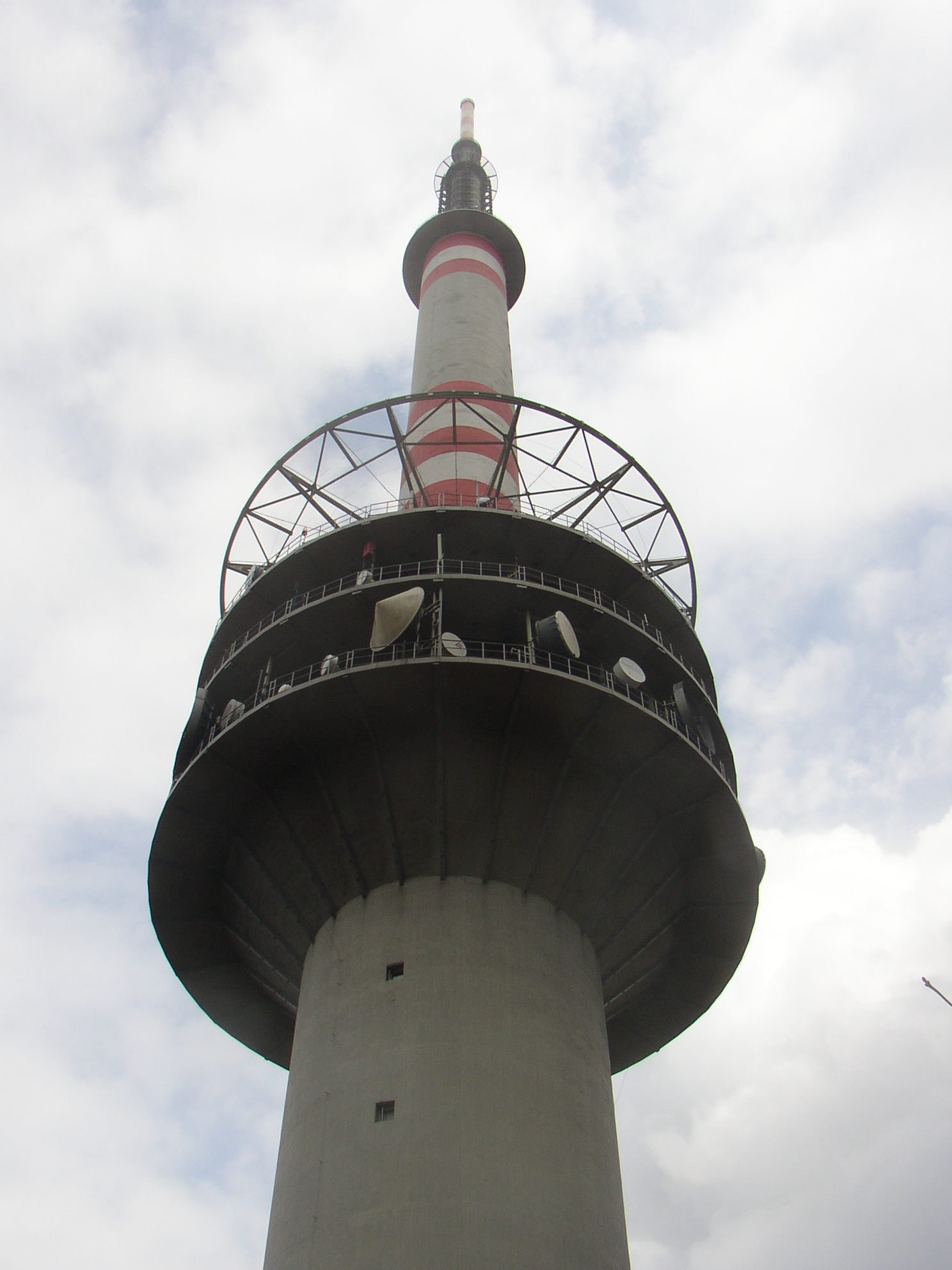
Vysílač zblízka

Vysílač Buková hora se nachází na stejnojmenném kopci o nadmořské výšce 686 m v katastru města Verneřice nad údolím Labe mezi Ústím nad Labem a Děčínem. Výška stavby je 223 m, je tak jednou z nejvyšších budov v ČR a zároveň nejvyšší betonovou stavbou v republice.

## Historie
S rozvojem rozhlasového a televizního vysílání byla lokalita Bukové hory vybrána jako vhodné místo pro velký televizní vysílač pro oblast severních Čech. Ten byl postaven v letech 1960 až 1962 a tvořil ho 181,5 m vysoký ocelový tubus. Televizní vysílací technologie byla zprovozněna 11. června 1963.
Věž vysílače měla ale od počátku problémy se stabilitou, měla značný výkyv při větrném počasí, a proto bylo rozhodnuto do vnitřku tubusu instalovat dodatečné výztuhy. Při jejich navařování však v pátek 3. prosince 1965 před 8. hodinou ranní vypukl uvnitř věže požár, který zničil veškeré vybavení včetně retranslační technologie v kabině umístěné 30 metrů nad terénem, způsobená škoda byla odhadnuta na více než 1 milion korun. Provizorní městské vysílače v Hostovicích a na Popovickém vrchu byly zprovozněny během tří dní, do týdne pak byl vztyčen náhradní stožár přímo na Bukové hoře. Správa radiokomunikací se později rozhodla, že i přes hodnotu 4,5 milionu Kčs bude celá věž zdemolována a nahrazena novou. Rozebrání ocelového tubusu formou demontáže by ovšem trvalo nejméně pět měsíců, bylo tedy rozhodnuto věž odstřelit a rozebrat ji až na zemi. Úkolu se ujaly Průmyslové stavby Gottwaldov, demoliční oddělení Brno, s vedoucím technikem a střelmistrem Vladimírem Sázavským. U paty věže bylo postaveno 11 cihelných pilířů, na které byla přenesena část váhy věže, a po uvolnění hlavních kotevních šroubů byla věž 7. září 1966 v 10 hodin dopoledne odstřelena za použití pouhých 7,7 kg trhaviny, tato unikátní demolice byla zachycena i filmovou kamerou a stala se součástí Filmového týdeníku č. 37/1966.
Až dlouho po demolici, teprve v roce 1972, byla zahájena stavba nové a podstatně masivnější věže se železobetonovou konstrukcí. Základy věže jsou v hloubce 15 metrů, průměr železobetonového tubusu spodní části věže dosahuje 12 metrů. Nový vysílač, o téměř 40 m vyšší než původní, byl dokončen a zprovozněn roku 1975. V původním projektu byla plánována v horním patře prstence (11. patro) vyhlídková restaurace, ta ale nebyla nikdy zařízena a prostor tak zůstal k využití čistě pro potřeby radiokomunikací. Stejně tak i celá věž je, na rozdíl od vysílačů Ještěd, Žižkov a Praděd, veřejnosti běžně nepřístupná.

## Vysílané stanice
V současné době zde vysílá DVB-T/T2 o výkonu 100 kW.
Spotřeba el. energie: 318 kW.

### Televize
Z Bukové hory jsou šířeny následující televizní multiplexy:
|        | Multiplex    | Kanál | Kmitočet | Výkon (ERP) | Polarizace   |
| ------ | ------------ | ----- | -------- | ----------- | ------------ |
| DVB-T2 | Multiplex 21 | 33    | 570 MHz  | 100 kW      | horizontální |
| DVB-T2 | Multiplex 22 | 38    | 610 MHz  | 40 kW       | horizontální |
| DVB-T2 | Multiplex 23 | 31    | 554 MHz  | 40 kW       | horizontální |

### Rozhlas
Analogové vysílaní:
|    | Stanice           | Kmitočet  | Výkon (ERP) | Polarizace   |
| -- | ----------------- | --------- | ----------- | ------------ |
| FM | ČRo Radiožurnál   | 90,9 MHz  | 100 kW      | horizontální |
| FM | ČRo Vltava        | 104,5 MHz | 100 kW      | horizontální |
| FM | ČRo Sever         | 88,8 MHz  | 100 kW      | horizontální |
| FM | Rádio Frekvence 1 | 93,5 MHz  | 85,72 kW    | horizontální |
| FM | Rádio Impuls      | 102 MHz   | 100 kW      | horizontální |

Z Bukové hory se vysílá i digitální rozhlas DAB+:
|      | Multiplex    | Kanál | Kmitočet    | Výkon (ERP) | Polarizace |
| ---- | ------------ | ----- | ----------- | ----------- | ---------- |
| DAB+ | ČRo DAB+     | 12C   | 227,360 MHz | 10 kW       | vertikální |
| DAB+ | ČRA DAB+ CZ  | 11B   | 218,640 MHz | 10 kW       | vertikální |
| DAB+ | PLAY.CZ DAB+ | 10C   | 213,360 MHz | 10 kW       | vertikální |

## Ukončené vysílání

### Analogová televize
Přechod z analogového vysílání na digitální probíhal od října 2008 do srpna 2010.
| Vypnuto    | Stanice | Kanál | Kmitočet   | Polarizace   |
| ---------- | ------- | ----- | ---------- | ------------ |
| říjen 2008 | ČT2     | 50    | 703,25 MHz | horizontální |
| srpen 2010 | ČT1     | 33    | 567,25 MHz | horizontální |
| srpen 2010 | TV Nova | 12    | 223,25 MHz | vertikální   |

### Digitální televize DVB-T
Vypínání původních DVB-T multiplexů probíhalo od ledna do srpna 2020.
| Vypnuto       |        | Multiplex         | Kanál | Kmitočet | Výkon (ERP) | Polarizace   | Spuštěno      |
| ------------- | ------ | ----------------- | ----- | -------- | ----------- | ------------ | ------------- |
| leden 2020    | DVB-T  | Multiplex 1       | 33    | 570 MHz  | 100 kW      | horizontální | říjen 2008    |
| červenec 2020 | DVB-T  | Multiplex 2       | 58    | 770 MHz  | 100 kW      | horizontální | říjen 2008    |
| srpen 2020    | DVB-T2 | Přechodová síť 12 | 31    | 554 MHz  | 40 kW       | horizontální | březen 2018   |
| srpen 2020    | DVB-T  | Multiplex 3       | 55    | 746 MHz  | 100 kW      | horizontální | prosinec 2008 |

## Nejbližší vysílače
Nejbližší významné vysílače a vzdálenost k nim:
| Růžice kompasu |                                 |                |                | Růžice kompasu |
| Růžice kompasu | Jedlová hora 55,8 km            | Sever          | Ještěd 53,6 km | Růžice kompasu |
| Růžice kompasu | Jedlová hora 55,8 km            | Západ · Východ | Ještěd 53,6 km | Růžice kompasu |
| Růžice kompasu | Jedlová hora 55,8 km            | Jih            | Ještěd 53,6 km | Růžice kompasu |
| Růžice kompasu | Klínovec 106,8 km Krašov 111 km | Cukrák 95 km   | Žižkov 67,5 km | Růžice kompasu |